# Famista 64
Famista 64 (ファミスタ64) és un videojoc de beisbol desenvolupat i publicat per Namco per la Nintendo 64 el 1997 exclusivament al Japó. És el dotzè joc en la sèrie de jocs de beisbol Famista, i va ser un dels videojocs exclusivament desenvolupats per Namco per la Nintendo 64.